# Nieuwlande

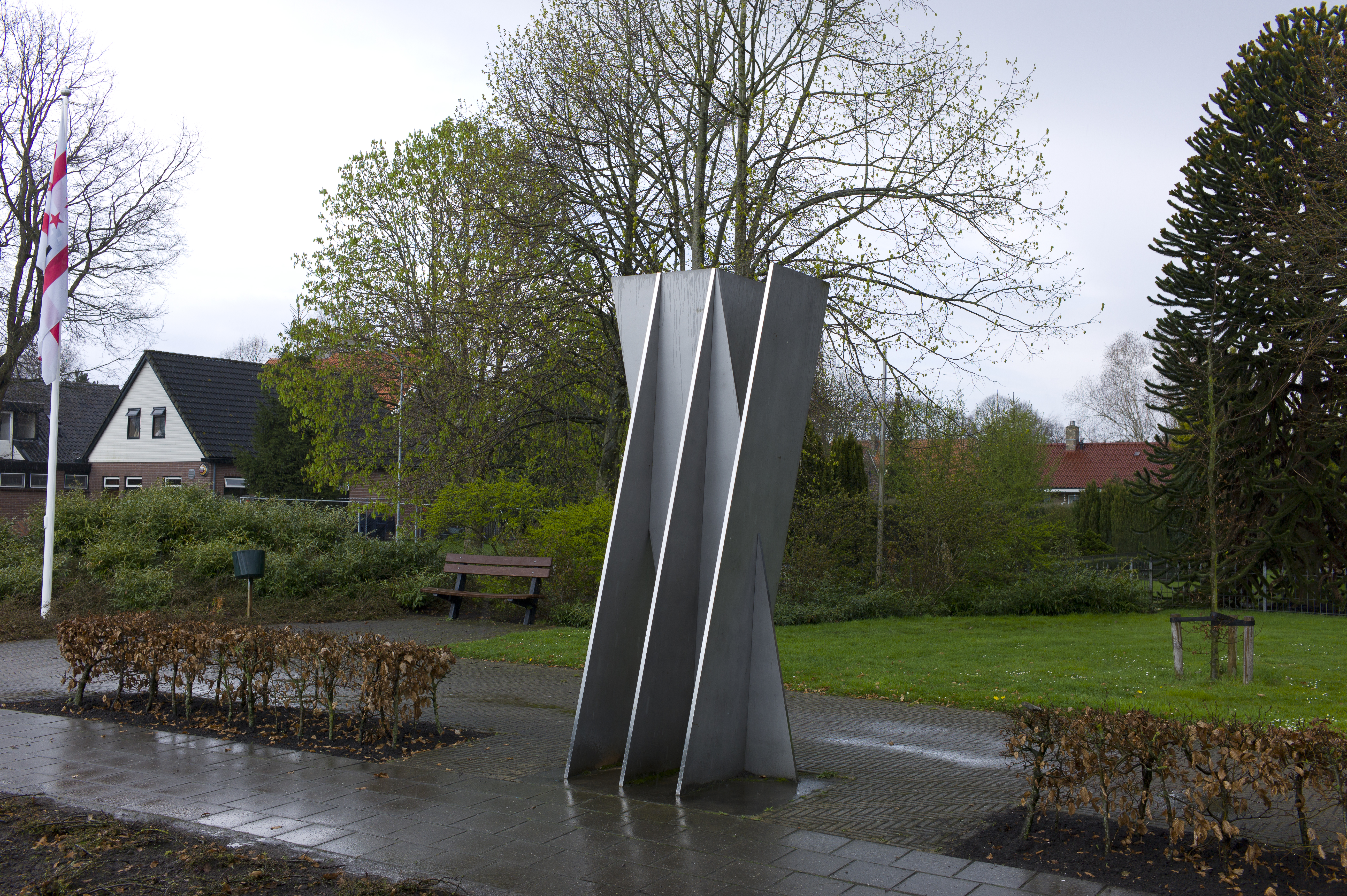
Monument zur Erinnerung an die untergetauchten Juden und deren Helfer in Nieuwlande

Nieuwlande (im regionalen Dialekt Neilaande) ist ein niederländisches Dorf mit etwa 1500 Einwohnern, das überwiegend auf dem Gebiet der Gemeinden Hoogeveen und Coevorden in der Provinz Drenthe gelegen ist. Der Ort erlangte nach dem Zweiten Weltkrieg überregionale Bekanntheit, da seine Bewohner eine große Zahl jüdischer Menschen vor dem Zugriff der deutschen Besatzer bewahrt hatten.

## Geographie
Nieuwlande liegt im Süden der Provinz Drenthe, das Dorfgebiet ist verwaltungstechnisch auf die Gemeinden Hoogeveen und Coevorden verteilt, wobei heute der größte Teil zu Hoogeveen gehört. Einige wenige Häuser stehen jenseits der Grenze zur Provinz Overijssel und sind der dortigen Gemeinde Hardenberg zugeordnet. Bis zu einer Gemeindereform im Jahr 1998 war die Situation noch komplizierter, das Dorfgebiet verteilte sich über insgesamt fünf Gemeinden in beiden Provinzen. Bedeutendster Verkehrsweg ist die Autobahn A37, die im Norden des Ortes verläuft.

## Geschichte
Die Geschichte des Ortes beginnt etwa um das Jahr 1850, als sich hier die ersten Arbeiter ansiedelten, die sich in den umliegenden Moorgebieten als Torfstecher betätigten. Im Jahr 1890 bestand der Ort aus circa 40 Häusern. Nachdem die Moore um 1900 herum ausgebeutet waren, wurde das Land hauptsächlich für landwirtschaftliche Flächen und Weidegebiete genutzt. Die ersten Bauern, die in das heutige Nieuwlande kamen, stammten aus Friesland und Groningen. 1909 brachte der Landwirt Jacob Dijkema den Schriftzug „Nieuwlande“ auf dem Dach seines Bauernhauses an, was einige Jahre später von der Gemeinde als offizieller Ortsname übernommen wurde. Die neu hinzugezogenen Bauern waren überwiegend Anhänger der Gereformeerde Kerken in Nederland, während die hier bereits ansässigen Arbeiter meist der Niederländisch-reformierten Kirche angehörten, was bis in die 1940er-Jahre hinein zu sozialen Spannungen zwischen den beiden Bevölkerungsgruppen führte.
Zur Zeit des Zweiten Weltkriegs und der damit einhergehenden Judenverfolgung in den Niederlanden versteckten die Einwohner von Nieuwlande in einer gemeinschaftlichen Anstrengung zwischen 90 und 100 jüdische Menschen, die dadurch fast alle den Krieg überleben konnten. Diese Aktion brachte dem Ort den Beinamen Drents Palestina (zu deutsch „Drentsches Palästina“) ein. Besonders hervor taten sich der Widerstandskämpfer Johannes Post sowie der Pastor Frits Slomp, alias „Frits de Zwerver“ (Zwerver bedeutet „Wanderer“), die die Hilfsmaßnahmen für die Juden maßgeblich auf den Weg brachten und koordinierten. Im Jahr 1985 ehrte die Gedenkstätte Yad Vashem den Ort und seine Bewohner mit der Auszeichnung als Gerechter unter den Völkern. Nieuwlande ist damit neben der französischen Gemeinde Le Chambon-sur-Lignon einer von weltweit nur zwei Orten, die eine solche kollektive Auszeichnung erhalten haben.

## Sehenswürdigkeiten
Im April 2018 eröffnete im Ort das Onderduikersmuseum, das sich thematisch mit der Geschichte des Ortes im Zweiten Weltkrieg und insbesondere der Rettung der Juden durch die Einwohner Nieuwlandes befasst.